# Neviditelný (Wells)
Neviditelný (anglicky The Invisible Man) je vědeckofantastický román, který napsal anglický spisovatel H. G. Wells. Byl vydán v roce 1897. Líčí podivnou a tragickou životní dráhu mladého vědce, který se svým objevem neviditelnosti živé hmoty dostane do rozporu se zájmy společnosti a mravními zásadami lidstva. Původně vyšel na pokračování v Pearson's Weekly v roce 1897, ve stejném roce byl publikován jako kniha.
Česky román vydalo mj. nakladatelství Levné Knihy KMa, v jejich vydání vyšel společně s dalším Wellsovým dílem Válka světů.

## Postavy
- Griffin – příjmení protagonisty příběhu
- Dr. Kemp
- Jenny Hallová
- George Hall
- Thomas Marvel
- Dr. Cuss
- J.A. Jaffers

## Děj
Do hospůdky v anglické vesnici Iping v Západním Sussexu přichází během vánice záhadný cizinec. Je oděn v dlouhém kabátě, jeho obličej je s výjimkou nosu celý zahalen, na hlavě má plstěný klobouk a oči jsou schovány za tmavými brýlemi. Jeho chování je značně odměřené, působí dojmem samotáře. Nepřeje si být rušen a většinu času tráví v pokoji prací s chemickými přístroji. Ven vychází pouze v noci. Cizinec a jeho nezvyklé chování se rychle stane předmětem místních drbů a spekulací. Napomáhají tomu i podivné krádeže, které se začnou ve vesnici množit. Griffinovi (což je cizincovo jméno) došly peníze a snaží se nějaké získat krádežemi. Když se paní Hallová (hostinská) domáhá zaplacení účtu a odchodu nyní již nevítaného hosta, Griffin schválně odhalí, že je neviditelný, aby ji vylekal. Přivolaní policisté se jej snaží zatknout, ale on se zcela svleče a využívaje výhody neviditelnosti uprchne.
Záhy přinutí ke spolupráci tuláka Thomase Marvela. Spolu s ním se vrací do vesnice, aby získal zpět své poznámky o experimentech. Griffin totiž zkoumal a odhalil tajemství neviditelnosti, dotyčný preparát pak vyzkoušel sám na sobě. Když se Marvel pokusí udat Griffina policii, ten jej pronásleduje až do přímořského městečka Port Burdock a vyhrožuje mu smrtí. Marvel uteče do místní hospody a je zachráněn jejím osazenstvem. Později vypovídá o „neviditelném muži“ na policii a požaduje zadržení v pečlivě střeženém vězení.
Griffinův zuřivý pokus o pomstu zrady vede k jeho postřelení. Ukryje se v nedalekém domě, což je shodou okolností domov dr. Kempa, bývalého známého z medicínských studií. Griffin odhalí Kempovi svou pravou identitu. Vysvětlí mu, že z něj hodlá udělat svého tajného spojence v odvetném tažení proti nepřátelům (za něž považuje téměř všechny).
Kemp jej však ohlásí úřadům a očekává brzkou pomoc, zatímco naslouchá divokým představám svého hosta. Když se policisté konečně dostaví do Kempova domu, Griffin se probije ven a příštího dne zanechá vzkaz, že Kemp bude první obětí jeho tažení teroru. Postřelí policistu a pronikne do Kempova domu. Kemp uniká do města, kde mu přijdou na pomoc místní občané. Dav Griffina chytí a zabije. Jeho tělo se po smrti zviditelní. V závěrečné kapitole je odhaleno, že Griffinovy poznámky o experimentech vzal Thomas Marvel.

## Adaptace
- Neviditelný muž (anglicky The Invisible Man) – americký filmový sci-fi horor z roku 1933. První ze série, následovala čtyři pokračování:[3]
  - The Invisible Man Returns (1940)
  - The Invisible Woman (1940)
  - Invisible Agent (1942)
  - The Invisible Man's Revenge (1944)
- Muž bez stínu (anglicky Hollow Man) – americký film z roku 2000[4]

a mnoho dalších adaptací (televizních, komiksových atd.)